# Robin des Bois (Disney)
Pour les articles homonymes, voir Robin des Bois (homonymie).
Robin des Bois est un personnage de fiction apparu pour la première fois dans le film Robin des Bois (1973). Le personnage est inspiré de Robin des Bois dans la légende du même nom. Il est apparu régulièrement dans Disney's tous en boîte.

## Description
Dès le moment où le prince Jean a usurpé le pouvoir, Robin s'est dressé contre la tyrannie en place. Lors d'un tournoi de tir à l'arc organisé par ses ennemis, il est finalement capturé et condamné à être décapité, ce qui attriste Marianne. Après bien des péripéties, le retour du roi Richard donnera libre cours à leur mariage.

## Interprètes
- Voix originale : Brian Bedford
- Voix allemande : Claus Jurichs
- Voix brésilienne : Cláudio Cavalcanti
- Voix danoise : Finn Storgaard
- Voix finnoise : Kai Lind
- Voix française : Dominique Paturel
- Voix italienne : Pino Colizzi
- Voix japonaise : Teiji Ōmiya et Masashi Ebara
- Voix polonaise : Artur Żmijewski
- Voix suédoise : Jonas Bergström